# James Caviezel
James Patrick Caviezel, född 26 september 1968 i Mount Vernon i Washington, är en amerikansk skådespelare. Han är mest igenkänd för sin roll som Jesus i den kontroversiella The Passion of the Christ (2004).

## Biografi
James Caviezel flyttade till Los Angeles för att satsa på att bli skådespelare efter att han fått en mindre roll i På drift mot Idaho (1991). Han blev erbjuden ett stipendium till konstskolan Julliard men tackade nej då han hade fått en roll i Wyatt Earp. Efter att sedan ha gjort några småroller i ganska stora filmer och i till exempel Mord och inga visor fick han ett mindre genombrott med filmen Den tunna röda linjen.
Han fick sen rollen som Scott Summers / Cyclops i X-Men (2000) men blev tvungen att hoppa av då inspelningsschemat krockade med Frequency – Livsfarlig frekvens.
James Caviezels stora genombrott kom med rollen som Jesus i den Mel Gibson regisserade The Passion of the Christ (2004). Filmen kom att bli mycket kontroversiell för sitt våldsamma innehåll som kritiker menade gränsade till sadomasochism. Den anklagades också för att innehålla antisemitism. Samma år porträtterade han även golfspelaren Bobby Jones i filmen Bobby Jones: Stroke of Genius.
Han hade en av huvudrolernal i den amerikanska TV-serien Person of Interest och har spelat i alla fem säsongerna sedan 2011. Serien avslutades 2016.

## Privatliv
År 1996 gifte sig Caviezel med läraren Kerri Browitt. De har adopterat tre barn från Kina som hade cancer.
Caviezel är starkt troende katolik. Under inspelningen av The Passion of the Christ fick han dagligen råd, syndabekännelse och nattvard av en lokal katolsk präst. Han träffades även av blixten under inspelningen och tog det som ett tecken från Gud. Han är också en stark abortmotståndare och har propagerat i en reklamfilm mot stamcellsforskning.
Caviezel är en Qanon anhängare och spred i samband med filmen Sound of Freedom, en hel del konspirationer som till exempel om en mäktig sammanslutning av pedofiler runt adrenokrom.

## Filmografi (i urval)

### Film
| År   | Titel                           | Roll               |
| ---- | ------------------------------- | ------------------ |
| 1991 | På drift mot Idaho              | Flybolags betjänt  |
| 1992 | Diggstown                       | Billy Hargrove     |
| 1994 | Wyatt Earp                      | Warren Earp        |
| 1996 | Ed - Matchens hjälte            | Dizzy Anderson     |
| 1996 | The Rock                        | FA-18 Pilot        |
| 1997 | G.I. Jane                       | "Slov" Slovnik     |
| 1998 | Den tunna röda linjen           | Menige Witt        |
| 1999 | Ride with the Devil             | Black John         |
| 2000 | Frequency – Livsfarlig frekvens | John Sullivan      |
| 2000 | Skicka vidare                   | Jerry              |
| 2001 | Angel Eyes                      | Steven Lambert     |
| 2001 | Madison                         | Jim McCormick      |
| 2002 | Greven av Monte Cristo          | Edmond Dantès      |
| 2002 | High Crimes                     | Tom Kubik          |
| 2003 | I Am David                      | Johannes           |
| 2004 | The Passion of the Christ       | Jesus              |
| 2004 | The Final Cut                   | Fletcher           |
| 2004 | Bobby Jones: Stroke of Genius   | Bobby Jones        |
| 2004 | Highwaymen                      | James Cray         |
| 2006 | Unknown                         | Jean Jacket        |
| 2006 | Dejà Vu                         | Carroll Oerstadt   |
| 2008 | Outlander                       | Kainan             |
| 2008 | Soraya M.                       | Freidoune Sahebjam |
| 2011 | Transit                         | Nate               |
| 2013 | Escape Plan                     | Willard Hobbes     |
| 2013 | Savannah                        | Ward Allen         |
| 2014 | When the Game Stands Tall       | Bob Ladouceur      |
| 2017 | The Ballad of Lefty Brown       | Jimmy Birerce      |
| 2018 | Paul, Apostle of Christ         | St. Luke           |
| 2018 | Running for Grace               | Doctor Reyes       |
| 2020 | Infidel                         | Doug Rawlings      |
| 2023 | Sweetwater                      | Sportjournalist    |
| 2023 | Sound of Freedom                | Tim Ballard        |

### TV
| År        | Titel                | Roll           | Notering             |
| --------- | -------------------- | -------------- | -------------------- |
| 1992      | En härlig tid        | Bobby Ridle    | Avsnitt: "Hero"      |
| 1995      | Mord och inga visor  | Darryl Harding | Avsnitt: "Film Flam" |
| 1995      | Children of the Dust | Dexter         |                      |
| 2009      | The Prisoner         | Michael / Six  |                      |
| 2011-2016 | Person of Interest   | John Reese     | 103 avsnitt          |